# Franciszek Skowronek
Franciszek Skowronek ps. „Franciszek”, „Jackowski” (ur. 17 września 1911 w Nowogrodzie) – pierwszy komendant Obwodu Łomżyńskiego ZWZ.
Po ukończeniu Szkoły Podchorążych Piechoty otrzymał przydział jako oficer służby stałej do 42 Pułku Piechoty w Białymstoku, obejmując dowództwo plutonu. Był szkolony w Centrum Wyszkolenia saperów, a tuż przed wybuchem II wojny światowej – w dywersji pozafrontowej.
Po zajęciu wschodnich terenów Rzeczypospolitej przez Sowietów, działał na terenie pow. łomżyńskiego. Organizował teren, scalał powstałe samorzutnie drobne organizacje konspiracyjne, gromadził broń zebrana z pobojowisk 1939 roku. W styczniu 1941 r., po objęciu komendy Okręgu Białystok przez ppłk. Wł. Liniarskiego ps. „Mścisław” dobrze zorganizowana grupa „Franciszka” weszła w skład ZWZ, przy czym por. Franciszek Skowronek został mianowany komendantem Obwodu Łomżyńskiego ZWZ.
Zginął w marcu 1941 r. w Krajewie Starym podczas akcji Sowietów na gospodarstwo, w którym przebywał m.in. Skowronek. Rosjanie wymordowali wszystkich Polaków, ich ciała wrzucili na samochód i odjechali w kierunku Zambrowa. Gdzie zabrano zwłoki i gdzie je pochowano, do dziś nie wiadomo. Rozkazem Komendy głównej z 11 listopada 1941 r. por. Franciszek Skowronek został odznaczony pośmiertnie Orderem Virtuti Militari V klasy oraz Krzyżem Walecznych. Został awansowany do stopnia kapitana piechoty. Na cmentarzu w Nowogrodzie znajduje się symboliczny grób kpt. Franciszka Skowronka.